# セルビア十字

セルビア十字

セルビア十字（セルビアじゅうじ、セルビア語: Српски Крст / Srpski Krst）は、十字の一種である。セルビアの国家と国民の象徴とされる。中央に十字があり、その十字で区切られた四方に外側を向いたC字型の文様が配されている。

パレオロゴス朝東ローマ帝国の旗

セルビアの国章

4つのシンボルに挟まれた十字というモチーフは、キリスト教を公認したローマ皇帝コンスタンティヌス1世のラバルムに由来し、東ローマ帝国の硬貨にも描かれた。6世紀ころから、この4つのシンボルは火打鉄と解釈されるようになったが、同時にパレオロゴス王朝の皇帝のモットーである「βασιλεύς βασιλέων, βασιλεύων βασιλευόντων」（王たちの上に君臨する、王の中の王）の頭文字であるギリシャ文字の「β」とも解釈されるようになった。
この十字は中世以降、東ローマの影響下にあったセルビアにも取り入れられ、セルビア国家およびセルビア正教会の象徴となった。そのきっかけになったのは、1345年4月16日にステファン・ウロシュ4世ドゥシャンが「セルビア人とローマ人の皇帝」を称し、翌年にはセルビア帝国皇帝に即位して以来のことである。
今日ではセルビア十字はセルビアの国とセルビア人の、国家的・宗教的・民族的象徴となっている。近代になって、十字の周りにある4つのシンボルはキリル文字の「С」の字だと解釈される。また4つのCは、よく知られたセルビア語の語句で、セルビアの国家の非公式のモットーでもある「Само Слога Србина Спасава」（団結のみがセルビア人を救う）、あるいはСвети Сава - Српска Слава」（聖サヴァ、セルビアの守護聖人）の頭文字であるとされる。セルビアの国章にもこの十字は使われている。

## ギャラリー

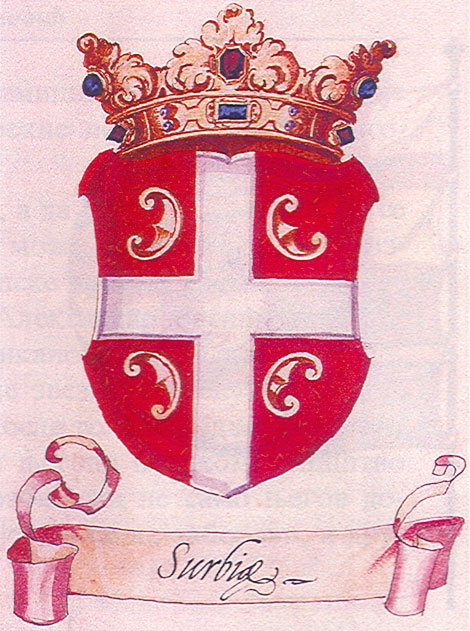
15世紀のセルビアの紋章
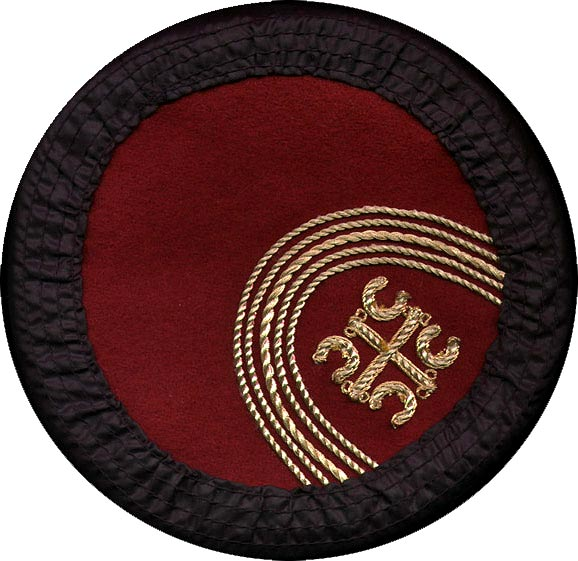
セルビア十字が描かれたモンテネグロ帽
セルビアの国旗にセルビア十字を書き加えたもの